# حسین فهمی
حسین محمد فهمی (عربی: حسين فهمي؛ زادهٔ ۲۲ مارس ۱۹۴۰) هنرپیشه اهل مصر است.
از فیلم‌ها یا برنامه‌های تلویزیونی که وی در آن نقش داشته‌است می‌توان به زمان شام اشاره کرد.